# Metasphaeria junci
Metasphaeria junci är en svampart som först beskrevs av Cornelius Anton Jan Abraham Oudemans, och fick sitt nu gällande namn av Pier Andrea Saccardo 1883. Metasphaeria junci ingår i släktet Metasphaeria och familjen Dothioraceae.   Inga underarter finns listade i Catalogue of Life.
I den svenska databasen Dyntaxa används istället namnet Phyllachora junci för samma taxon.  Arten är reproducerande i Sverige.